# Ajna Késely
Ajna Evelin Késely (Budapest, 10 de septiembre de 2001) es una deportista húngara que compite en natación, especialista en el estilo libre.
Ganó ocho medallas en el Campeonato Europeo de Natación entre los años 2018 y 2024, y cuatro medallas en el Campeonato Europeo de Natación en Piscina Corta, en los años 2019 y 2023.
Participó en dos Juegos Olímpicos de Verano, ocupando el sexto lugar en Río de Janeiro 2016 y el séptimo en Tokio 2020, en el relevo 4 × 200 m libre.

## Palmarés internacional
| Campeonato Europeo                  | Campeonato Europeo    | Campeonato Europeo | Campeonato Europeo |
| Año                                 | Lugar                 | Medalla            | Prueba             |
| ----------------------------------- | --------------------- | ------------------ | ------------------ |
| 2018                                | Glasgow (Reino Unido) | Medalla de plata   | 400 m libre        |
| 2018                                | Glasgow (Reino Unido) | Medalla de plata   | 800 m libre        |
| 2018                                | Glasgow (Reino Unido) | Medalla de bronce  | 1500 m libre       |
| 2022                                | Roma (Italia)         | Medalla de bronce  | 400 m libre        |
| 2022                                | Roma (Italia)         | Medalla de bronce  | 4 × 200 m libre    |
| 2024                                | Belgrado (Serbia)     | Medalla de oro     | 400 m libre        |
| 2024                                | Belgrado (Serbia)     | Medalla de oro     | 800 m libre        |
| 2024                                | Belgrado (Serbia)     | Medalla de plata   | 4 × 200 m libre    |
| Campeonato Europeo en Piscina Corta |                       |                    |                    |
| Año                                 | Lugar                 | Medalla            | Prueba             |
| 2019                                | Glasgow (Reino Unido) | Medalla de plata   | 800 m libre        |
| 2019                                | Glasgow (Reino Unido) | Medalla de bronce  | 400 m libre        |
| 2023                                | Otopeni (Rumania)     | Medalla de bronce  | 800 m libre        |
| 2023                                | Otopeni (Rumania)     | Medalla de bronce  | 1500 m libre       |